# Streichwurst

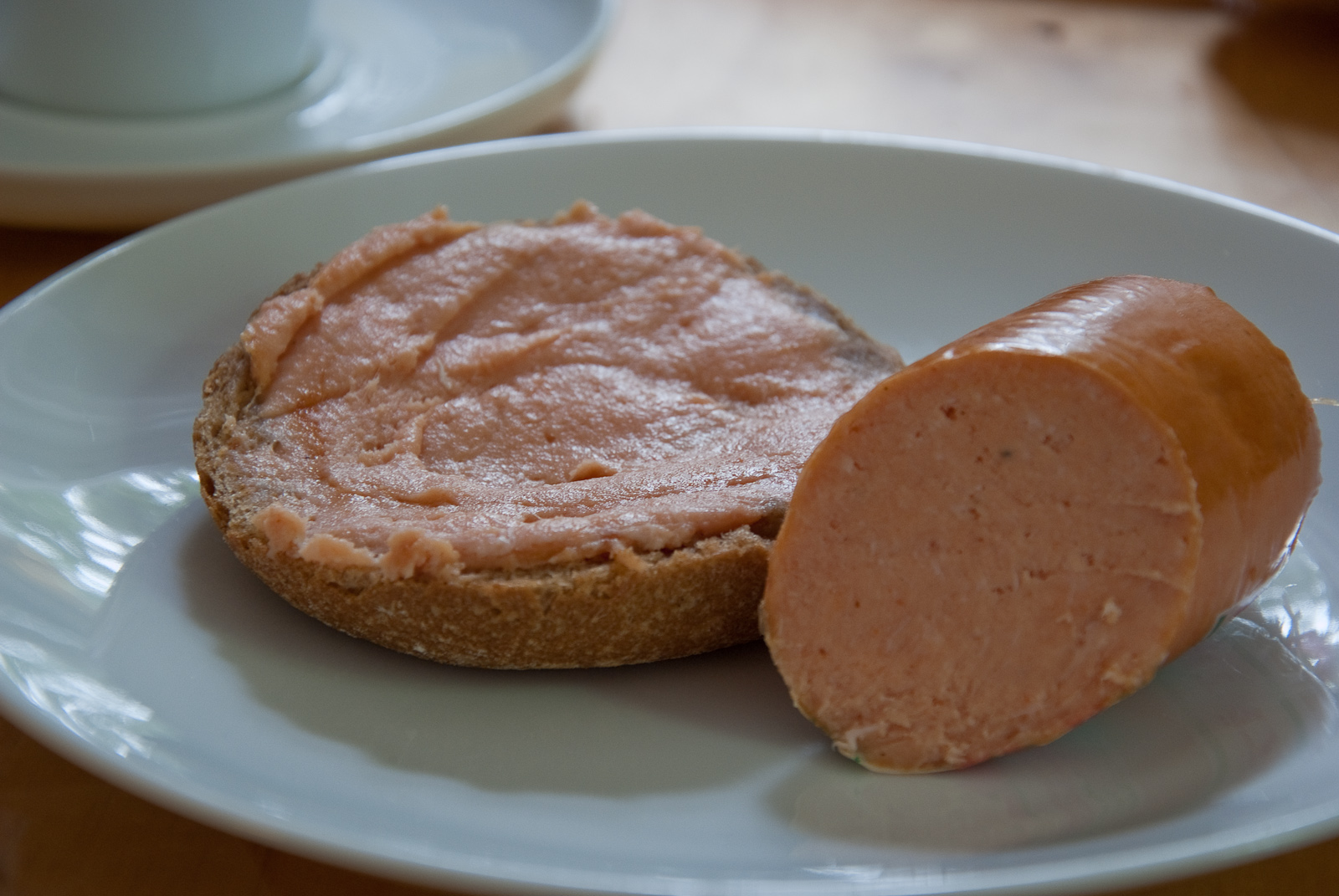
Teewurst

Als Streichwurst bezeichnet man streichfähige, als Brotaufstrich verwendete Wurst.
Nach ihrer Herstellung wird unterschieden zwischen Kochwurstsorten wie Leberwurst und Pastete und Rohwurst wie Teewurst und Streichmettwurst. 
Das Deutsche Lebensmittelbuch verwendet den exakten Begriff Streichwurst nicht, jedoch 
1. Streichfähige Rohwürste,
2. Kochstreichwurst, wobei hierzu auch Kochmettwurst zählt, die nicht streichfähig ist und
3. Schmierwurst als Synonym für fette Mettwurst.[2]